# Richard Zahn
Richard Zahn (* 25. März 1891 in Bielefeld; † 28. Dezember 1975 in Nordhorn) war ein evangelisch-lutherischer deutscher Fotograf und Politiker (CDU). Er war Landrat des Landkreises Grafschaft Bentheim und Abgeordneter des Niedersächsischen Landtages.

## Leben
Zahn besuchte die Volksschule in Gütersloh und machte eine Ausbildung bei seinem Vater, der selbstständiger Fotograf mit Geschäften in Bielefeld, Rheda und Gütersloh war. 1908 legte er, seinerzeit in Oelde wohnend, in Münster seine Gesellenprüfung ab. Anschließend bildete Zahn sich durch den Besuch von Fachschulen, etwa in Dresden, fort und arbeitete in verschiedenen Fotoateliers, u. a. in Paris. 1912 machte er sich in Nordhorn in der Grafschaft Bentheim als Fotograf mit eigenem Fotoatelier selbstständig. 
Zahn wurde im Ersten Weltkrieg eingezogen und war nach Lehrgängen als Fotograf bei einer Fliegerabteilung in Nordfrankreich eingesetzt. Ende 1918 kehrte er nach Nordhorn zurück. 1925 eröffnete er in der Hauptstraße ein Fotogeschäft. Nach dem Zweiten Weltkrieg errichtete er am Stadtring 6 ein (2010 abgerissenes) Wohn- und Geschäftshaus. Er durchstreifte das Bentheimer Land und fotografierte zahlreiche Ereignisse, Industriebauten und Naturdenkmäler ebenso wie eine Vielzahl von Grafschaftern. 
1935/36 wurde Zahn Vorstandsmitglied der Handwerkskammer Osnabrück, in der er sich auch nach dem Krieg an führender Stelle engagierte. Nach Kriegsende schloss sich Zahn der neuen CDU an und wurde seit 1946 Mitglied des Rates der Stadt Nordhorn. Von 1948 bis 1972 war er auch Mitglied des Kreistages und von 1951 bis 1968 Landrat des Landkreises Grafschaft Bentheim. Er gehörte dem Landes-, Kreis- und Nordhorner Ortsvorstand der CDU an. Politisch kümmerte er sich vor allem um die Kultivierung der großen Ödlandflächen in der Region, die Verkehrserschließung sowie in den 1960er Jahren vornehmlich um die Verbesserung des dürftigen Schulangebots im Kreis. Weiterhin lag ihm die Verbesserung des Verhältnisses zu den Niederlanden am Herzen.
Mit der Wahl zum Landrat gab Zahn sein Fotogeschäft an seine Tochter Ingeborg Zahn (1921–2004) ab. Eine von ihm begründete Fotosammlung mit ca. 8.000 Negativen und Abzügen aus dem Zeitraum von 1912 bis 1970 weist beide als führende Bildchronisten des Nordhorn der ersten Hälfte des 20. Jahrhunderts aus. Die Sammlung befindet sich heute im Stadtmuseum Povelturm der Stadt Nordhorn.
Er war Inhaber des Verdienstkreuzes Erster Klasse des Verdienstordens der Bundesrepublik Deutschland, des Niedersächsischen Verdienstkreuzes 1. Klasse und der silbernen Ehrennadel der Landsmannschaft Ostpreußen. Außerdem war er Ehrenmitglied des Kreistages des Landkreises Grafschaft Bentheim.
Von Ende 1953 bis 1959 gehörte der engagierte Protestant der Synode der Evangelischen Landeskirche an.

## Abgeordneter
Zahn war Mitglied des Niedersächsischen Landtages von der zweiten bis zur fünften Wahlperiode vom 31. August 1952 bis zum 5. Juni 1967. 